# Беннент, Давид
Давид Беннент (нем. David Bennent; род. 9 сентября 1966) — швейцарский актёр. Наиболее известен по роли, сыгранной им в 12 лет — Оскар в «Жестяном барабане» Фолькера Шлёндорфа.

## Биография
Родился в 1966 году в швейцарской Лозанне. Родители Давида — немецкий актёр Хейнц Беннент и французская танцовщица Диана Мансар (выступала под именем Полетт Рэну). Есть старшая сестра Анна (род. 1963). Она также занята в актёрстве. Первые годы жизни провёл на острове Миконос в Греции. С раннего детства он отставал в физическом росте, поэтому в школу почти не ходил, школьное образование получил на дому под руководством матери.
Помимо Швейцарии Давид жил в Германии и Франции, свободно владеет немецким, французским и английским языками. Актёрская карьера Давида стартовала в 1974 году.
Когда ему было 12 лет, он снялся в фильме «Жестяной барабан». Роль потребовала от Давида немалых физических и моральных затрат. Она вызвала много споров, потому что юный актёр принимал участие в сценах секса со взрослыми партнёршами.
В 1984 году он снялся в франко-американском криминальном фильме «Облава» режиссёра Ива Буассе. В 19 лет Беннент был приглашён Ридли Скоттом в фэнтези «Легенда», где его партнёрами по съёмочной площадке были Том Круз и Миа Сара. За данную роль он получил номинацию на Young Artist Awards.
Давид Беннет небольшого роста — 155 см., потому неоднократно играл карликов и лилипутов, хотя не является таковым .

## Избранная фильмография
- Родители — Давид (1974)
- Жестяной барабан — Оскар Мацерат (1979)
- Облава — Шим (1984)
- Легенда — Гамп (1985)
- Деррик — Хейнц Вейк (1985)
- Она ненавидит меня — доктор Херман Шиллер (2004)
- Ульжан — Шакуни (2007)
- Михаэль Кольхаас — Сезар (2013)
- Планетариум — Юнкер (2016)
- Августовский туман — Ойа (2016)
- Невидимый фильм — Подснежников (2017)